# رازبة ألبية
رازبة ألبية (الاسم العلمي:Rhizopus alpinus) هي نوع من الفطريات تتبع جنس الرازبة من الفصيلة العفنية.